# Automeris gabriella
Automeris gabriella är en fjärilsart som beskrevs av Lemaire 1966. Automeris gabriella ingår i släktet Automeris och familjen påfågelsspinnare. Inga underarter finns listade i Catalogue of Life.